# Carlo Maratta
Carlo Maratta, italijanski visokobaročni slikar, * 13. maj 1625, Camerano, † 15. december 1713, Rim.
Pri 12 letih je postal učenec Andree Sacchija. Leta 1650 je bil seznanjen s papežem Aleksandrom VII., za katerega je ustvaril večje število del, med njimi tudi nekaj najboljših.
Izučil je številne umetnike: Francesco Trevisani, Antonio Balestra, Giacinto Calandrucci, Martino Altomonte, Cosmas Damian Asam, Gérard Audran, Giovanni Raffaello Badaracco, Giuseppe Bartolomeo Chiari, Agostino Masucci, Domenico Parodi, Pierre Parrocel, Giuseppe Passeri, Paolo Gerolamo Piola, Tommaso Redi,...